# Siêu cúp Anh 2011
FA Community Shield 2011 (hay Siêu cúp Anh 2011 theo truyền thông tiếng Việt) là trận FA Community Shield thứ 89, được tổ chức hằng năm bởi Hiệp hội bóng đá Anh, giữa nhà vô địch Ngoại hạng Anh và cúp FA. Đây là trận Derby Manchester thứ 160 giữa Manchester United (vô địch Giải bóng đá Ngoại hạng Anh 2010-11) và Manchester City (vô địch Cúp FA 2010-11); diễn ra trên sân vận động Wembley, Luân Đôn vào ngày 7 tháng 8 năm 2011.
Manchester United lội ngược dòng giành chiến thắng chung cuộc 3-2, với cú đúp của Nani và bàn thằng của Chris Smalling, sau khi Joleon Lescott và Edin Džeko ghi bàn giúp Man City dẫn trước 2–0 sau giờ nghỉ.

## Trước trận đấu

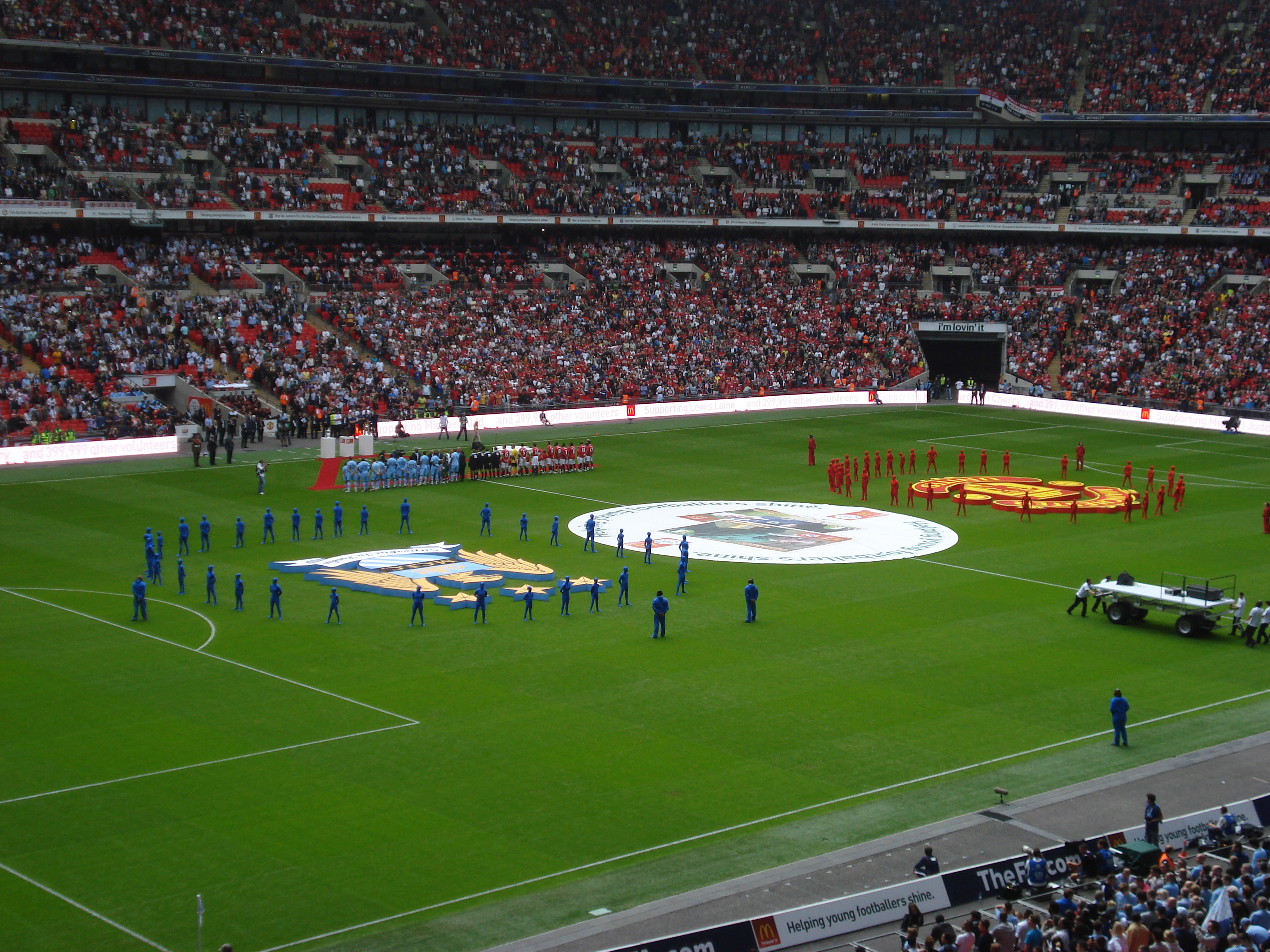
The two teams lining up for the national anthem

Đây là lần thứ 2 hai đội gặp nhau trong các trận tranh Community Shield, lần đầu vào năm 1956, khi MU thắng 1–0. Hai cái tên dự trận siêu cúp được xác định chỉ trong 1 ngày, ngày 14 tháng 5 năm 2011, khi MU vô địch Giải bóng đá Ngoại hạng Anh 2010-11 sau khi hòa 1–1 với đối thủ là Blackburn Rovers tại Ewood Park và Man City đánh bại Stoke City 1–0 tại Chung kết Cúp FA 2011 ngay ngày hôm sau.

## Diễn biến

### Kết quả
| Manchester City           | 2–3    | Manchester United              |
| ------------------------- | ------ | ------------------------------ |
| Lescott 38' · Džeko 45+1' | Report | Smalling 52' · Nani 58', 90+4' |

| Manchester City | Manchester United |

|                  |    |                       |     |     |
|                  |    |                       |     |     |
| TM               | 25 | Joe Hart              |     |     |
| HV               | 2  | Micah Richards        | 22' |     |
| HV               | 4  | Vincent Kompany (c)   |     |     |
| HV               | 6  | Joleon Lescott        |     |     |
| HV               | 13 | Aleksandar Kolarov    | 60' | 73' |
| TV               | 34 | Nigel de Jong         |     |     |
| TV               | 7  | James Milner          | 55' | 67' |
| TV               | 42 | Yaya Touré            | 34' |     |
| TĐ               | 21 | David Silva           |     |     |
| TĐ               | 45 | Mario Balotelli       |     | 59' |
| TĐ               | 10 | Edin Džeko            | 19' |     |
| Dự bị:           |    |                       |     |     |
| TM               | 12 | Stuart Taylor         |     |     |
| HV               | 15 | Stefan Savić          |     |     |
| HV               | 22 | Gaël Clichy           |     | 73' |
| TV               | 8  | Shaun Wright-Phillips |     |     |
| TV               | 11 | Adam Johnson          |     | 67' |
| TĐ               | 18 | Gareth Barry          |     | 59' |
| TĐ               | 16 | Sergio Agüero         |     |     |
| Huấn luyện viên: |    |                       |     |     |
| Roberto Mancini  |    |                       |     |     |

|                   |    |                   |     |     |   |               |  |     |
|                   |    |                   |     |     |   |               |  |     |
| TM                | 1  | David de Gea      |     |     |   |               |  |     |
| HV                | 12 | Chris Smalling    |     | HV  | 5 | Rio Ferdinand |  | 46' |
| HV                | 15 | Nemanja Vidić (c) |     | 46' |   |               |  |     |
| HV                | 3  | Patrice Evra      | 40' | 71' |   |               |  |     |
| TV                | 17 | Nani              |     |     |   |               |  |     |
| TV                | 16 | Michael Carrick   |     | 46' |   |               |  |     |
| TV                | 8  | Anderson          | 19' |     |   |               |  |     |
| TV                | 18 | Ashley Young      |     |     |   |               |  |     |
| TĐ                | 10 | Wayne Rooney      |     |     |   |               |  |     |
| TĐ                | 19 | Danny Welbeck     |     | 89' |   |               |  |     |
| Dự bị:            |    |                   |     |     |   |               |  |     |
| TM                | 34 | Anders Lindegaard |     |     |   |               |  |     |
| HV                | 4  | Phil Jones        |     | 46' |   |               |  |     |
| HV                | 21 | Rafael            |     | 71' |   |               |  |     |
| HV                | 23 | Jonny Evans       |     | 46' |   |               |  |     |
| TV                | 13 | Park Ji-sung      |     |     |   |               |  |     |
| TV                | 35 | Tom Cleverley     |     | 46' |   |               |  |     |
| TĐ                | 9  | Dimitar Berbatov  |     | 89' |   |               |  |     |
| Huấn luyện viên:  |    |                   |     |     |   |               |  |     |
| Sir Alex Ferguson |    |                   |     |     |   |               |  |     |

| Cầu thủ hay nhất trận đấu - Nani (Manchester United) Trọng tài - Trợ lý trọng tài: - Simon Long (Cornwall) - Andrew Garratt (Staffordshire) - Trọng tài thứ 4: Kevin Friend (Leicestershire) - Giám sát trọng tài: Scott Ledger (South Yorkshire) | Luật trận đấu - 90 phút - Sút luân lưu 11m sau thời gian 90 phút (Nếu tỷ số hoà) - Bảy cầu thủ dự bị và thay tối đa 3 cầu thủ |

### Thống kê
|                | Man City | Man Utd |
| -------------- | -------- | ------- |
| Tổng cú sút    | 8        | 21      |
| Sút cầu môn    | 6        | 12      |
| Tỷ lệ giữ bóng | 44%      | 56%     |
| Phạt góc       | 8        | 7       |
| Phạm lỗi       | 14       | 11      |
| Việt vị        | 2        | 1       |
| Thẻ vàng       | 5        | 2       |
| Thẻ đỏ         | 0        | 0       |